# Науки про життя
Науки про життя — галузі науки, які передбачають наукове вивчення життя, наприклад мікроорганізмів, рослин і тварин, включаючи людину. Ця наука є однією з двох головних галузей природознавства, а іншою є фізична наука, яка займається неживою матерією. Біологія — це загальна природнича наука, яка вивчає життя разом з іншими науками про життя як субдисциплінами.
Деякі науки про життя зосереджуються на певному типі організмів. Наприклад, зоологія вивчає тварин, а ботаніка — рослини. Інші науки про життя зосереджені на аспектах, спільних для всіх або багатьох форм життя, таких як анатомія та генетика. Деякі зосереджені на мікромасштабі (наприклад, молекулярна біологія, біохімія), інші на більших масштабах (наприклад, цитологія, імунологія, етологія, фармація, екологія). Інша головна галузь наук про життя включає розуміння розуму – нейронаука, когнітивістика, психологія. Відкриття наук про життя допомагають покращити якість і рівень життя та знаходять застосування в охороні здоров'я, сільському господарстві, медицині, а також у фармацевтичній та харчовій промисловості.

## Основні галузі науки про життя
- Біологія — наукове вивчення життя.
- Анатомія — вивчення форми та функції рослин, тварин та інших організмів або, зокрема, людей.
- Астробіологія — наука про формування та наявність життя у Всесвіті.
- Бактеріологія — дослідження бактерій.
- Біотехнологія — наука, що вивчає можливості використання біологічних процесів у різних галузях промисловості, сільського господарства, екології та медицини з метою розробки методів і технологій отримання бажаних організмів та корисних речовин.
- Біохімія — вивчення хімічних реакцій, необхідних для існування та функціонування життя.
- Біоінформатика — розробка методів або програмних засобів для зберігання, пошуку, організації та аналізу біологічних даних для отримання корисних біологічних знань.
- Біолінгвістика — наука про біологію та еволюцію мови.
- Біологічна антропологія — вивчення людини, нелюдських приматів і гомінідів. Також відома як фізична антропологія.
- Біологічна океанографія — вивчення життя в океанах і їх взаємодії з навколишнім середовищем.
- Біомеханіка — наука про механіку живих істот.
- Біофізика — вивчення біологічних процесів із застосуванням теорій і методів, які традиційно використовувалися у фізичних науках.
- Ботаніка — вивчення рослин.
- Клітинна біологія (цитологія) — вивчення клітини як цілісної одиниці, а також молекулярних і хімічних взаємодій, що відбуваються всередині живої клітини.
- Біологія розвитку — вивчення процесів, за допомогою яких формується організм, від зиготи до дорослого організму.
- Екологія — вивчення взаємодії живих організмів один з одним і з неживими елементами їх середовища.
- Ензимологія — вивчення ферментів.
- Епігенетика — наука, що вивчає спадкові зміни в фенотипі та в експресії генів, що зумовлені іншими механізмами, ніж зміна послідовності нуклеотидів ДНК, яку вивчає генетика.
- Етологія — вивчення поведінки.
- Еволюційна біологія — вивчення походження видів.
- Еволюційна біологія розвитку — вивчення еволюції розвитку, включаючи його молекулярний контроль.
- Генетика — наука про гени та спадковість.
- Гістологія — дослідження тканин.
- Імунологія — наука про імунну систему.
- Морська біологія — вивчення морських організмів.
- Мікробіологія — наука про мікроскопічні організми (мікроорганізми) та їх взаємодію з іншими живими організмами.
- Молекулярна біологія — вивчення біології та біологічних функцій на молекулярному рівні, деякі перетинаються з біохімією, генетикою та мікробіологією.
- Мікологія — наука про гриби.
- Нейронаука — наука про нервову систему.
- Палеонтологія — наука про доісторичні організми.
- Паразитологія — наука про паразитів, їх господарів і взаємовідносини між ними.
- Патологія — дослідження причин і наслідків захворювання або травми.
- Фармакологія — наука про дію ліків.
- Фікологія — наука про водорості.
- Фізіологія — наука про функціонування живих організмів, органів та їх систем.
- Популяційна біологія — наука про популяції організмів, їх зміни та взаємодію.
- Квантова біологія — наука про квантові явища в організмах.
- Структурна біологія — розділ молекулярної біології, біохімії та біофізики, що займається молекулярною структурою біологічних макромолекул.
- Синтетична біологія — проектування та створення нових біологічних об'єктів, таких як ферменти, генетичні ланцюги та клітини, або перепроектування існуючих біологічних систем.
- Системна біологія — вивчення інтеграції та залежності різних компонентів у біологічній системі, з особливим акцентом на ролі метаболічних шляхів і стратегій клітинних сигналів у фізіології.
- Теоретична (математична) біологія — використання абстракцій і математичних моделей для вивчення біологічних явищ.
- Токсикологія — наука про токсини та отрути та їх дію на організми.
- Вірусологія — дослідження вірусів, таких як субмікроскопічні паразитичні частинки генетичного матеріалу, що містяться в білковій оболонці, і вірусоподібних агентів.
- Зоологія — наука про тварин.

## Прикладні галузі науки про життя та похідні концепції
- Агрономія — наука, яка зосереджена на вивченні сільськогосподарських культур, ґрунтів і навколишнього середовища з метою підвищення ефективності та сталості сільськогосподарських систем. Агрономія охоплює широкий спектр галузей, включаючи фізіологію рослинництва, ґрунтознавство, селекцію рослин, боротьбу зі шкідниками, методи сталого ведення сільського господарства та інші сільськогосподарські науки. В широкому значенні, агрономія вивчає наукові основи сільськогосподарського виробництва.
  - Агроекологія – комплексна наукова дисципліна, об'єктом вивчення якої є агросфера планети, а предметом — взаємозв'язки людини з довкіллям у процесі сільськогосподарського виробництва, що вивчає вплив сільського господарства на природні комплекси, взаємозв'язки між компонентами агросистем і специфіки колообігу в них речовин, енергії та інформації під впливом техногенних навантажень.
  - Агрометеорологія вивчає атмосферу та погодні умови. В агрономії метеорологи вивчають погодні умови та їхній вплив на сільськогосподарські культури, включаючи температуру, кількість опадів і вітер. Вони також використовують моделі прогнозу погоди для прогнозування врожайності та керування сільськогосподарськими методами.
  - Ґрунтознавство – це дослідження фізичних, хімічних і біологічних властивостей ґрунтів та їхньої ролі в рості та розвитку рослин. Ґрунтознавці працюють над тим, щоб зрозуміти родючість ґрунту, кругообіг поживних речовин і методи збереження ґрунту для підвищення продуктивності та сталості сільського господарства. (Див. також: Родючість ґрунту, Меліорація, Агрохімія, Відновлювальне землеробство)
  - Селекція рослин – це процес виведення нових сортів культур, які є більш продуктивними, стійкими до хвороб і шкідників і краще пристосованими до конкретних умов вирощування. Селекціонери використовують різні методи для виведення нових сортів, включаючи схрещування, генну інженерію та молекулярну селекцію. (Див. також: Генетика, Селекція, Біотехнологія, Біоінженерія)
  - Фізіологія сільськогосподарських культур вивчає біологічні процеси, що відбуваються в рослинах, і те, як на них впливають фактори навколишнього середовища, такі як температура, світло та вологість. Фізіологи рослинництва працюють над оптимізацією росту та розвитку рослин для підвищення врожайності. (Див. також: Рослинництво, Фітопатологія, Гербологія, Сільськогосподарські культури)
- Біоелектроніка — мікро- та наноелектронні компоненти та пристрої все частіше поєднуються з біологічними системами, такими як медичні імплантати, біосенсори, пристрої лабораторії на чіпі тощо, що спричинило появу цієї нової наукової галузі.
- Біоінженерія — вивчення біології засобами інженерії з акцентом на прикладних знаннях, особливо пов'язаних з біотехнологіями.
- Біокомп’ютер[en] — системи біологічно отриманих молекул, таких як ДНК-комп'ютер і білки, які використовуються для виконання обчислювальних обчислень, включаючи зберігання, отримання та обробку даних. Розвиток біологічних комп'ютерів став можливим завдяки поширенню нової науки нанобіотехнологій.
- Біологічний захист рослин — біоефекторний метод боротьби зі шкідниками (зокрема комахами, кліщами, бур'янами та хворобами рослин) за допомогою інших живих організмів.

- Біоматеріали — будь-яка речовина, поверхня або конструкція, яка взаємодіє з біологічними системами. Вивчення біоматеріалів називається біоматеріалознавством. Біоматеріалознавство охоплює елементи медицини, біології, хімії, тканинної інженерії та матеріалознавства.

- Біомедицина — набір прикладних наук, у яких застосовуються частини природничих або формальних наук, або й те й інше, для розробки знань, втручань або технологій використання в охороні здоров'я чи громадському здоров'ї.
- Біомедична інженерія — галузь науки і техніки, яка поєднує інженерно-технічні та медико-біологічні знання, засоби і методи для створення, вдосконалення і дослідження природних і штучних біологічних об'єктів та систем, техніки, матеріалів і виробів медичного призначення, технологій і технічних систем діагностики, лікування, реабілітації і профілактики захворювань людини, а також програмного забезпечення та інформаційних технологій для вирішення прикладних і фундаментальних проблем біології і медицини.

- Біомоніторинг[en] — вимірювання вмісту в організмі токсичних хімічних сполук, елементів або їх метаболітів у біологічних речовинах.

- Біополімери — полімери, які утворюються живими організмами; іншими словами, це полімерні біомолекули. Оскільки вони є полімерами, біополімери містять мономерні одиниці, які ковалентно зв'язані з утворенням більших структур.

- Біотехнологія — маніпулювання живою матерією, включаючи генетичну інженерію, клітинну інженерію та синтетичну біологію.
- Броматологія — прикладна наука, присвячена вивченню їжі. Діяльність вчених харчових продуктів включає розробку нових харчових продуктів, проектування процесів виробництва та зберігання цих харчових продуктів, вибір пакувальних матеріалів, дослідження термінів придатності, дослідження впливу їжі на організм людини, сенсорну оцінку продуктів за допомогою панелей або потенційних споживачів, а також мікробіологічні, фізичні (текстура та реологія) і хімічні випробування.

- Консерваційна біологія[en] — Біологія збереження — це управління природою та біорізноманіттям Землі з метою захисту видів, місць їх існування, екосистем та їх різноманіття від вимирання та розмивання біотичних взаємодій. Це міждисциплінарний предмет, що спирається на природничі та соціальні науки та практику управління природними ресурсами.

- Гігієна навколишнього середовища — багатодисциплінарна галузь, пов'язана з екологічною епідеміологією[en], токсикологією та наукою про вплив (exposure science).

- Кінезіологія — наукове дослідження руху людини. Кінезіологія розглядає фізіологічні, механічні та психологічні механізми.

- Медичні вироби — це інструменти, апарати, імплантати, реагенти in vitro або подібні чи пов'язані вироби, які використовуються для діагностики, профілактики або лікування захворювань чи інших станів. (див. Біомедична інженерія)
- Медична візуалізація — це техніка та процес, який використовується для створення зображень людського тіла (або його частин і функцій) для клінічних або фізіологічних досліджень. (див. також Нейровізуалізація)
- Науки про здоров’я[en] — це ті науки, які зосереджуються на здоров'ї чи охороні здоров'я як на основних частинах свого предмета. Ці два предмети стосуються кількох наукових дисциплін, як STEM, так і нових дисциплін безпеки пацієнтів (таких як дослідження соціальної допомоги), і обидва мають відношення до сучасних знань у галузі охорони здоров'я. Валеологія — наука про здоров'я та здоровий спосіб життя.
- Нутриціологія — це наука про їжу та харчування, про харчові продукти, поживні речовини та інші компоненти, що містяться в цих продуктах, про їхню дію і взаємодію, про їхнє засвоєння, використання організмом та виведення з організму, про роль харчування в здоров'ї або розвитку чи лікуванні захворювань. (див. також Нутрігеноміка, Нутрігенетика, Дієтологія)
- Оміксні технології — комплекс сучасних технологій в молекулярній біології та біоінформатиці, що включають геноміку, епігеноміку, транскриптоміку, протеоміку, метаболоміку, метагеноміку, інтерактоміку та інші.
  - Мультиоміка — комплекс технологій біологічного аналізу, спрямований на використання та інтеграцію великої кількості даних, наданих оміксними дослідженнями.
    - Епігеноміка — це розділ епігенетики, що зосереджується на глобальному аналізі епігенома — епігенетичних модифікацій всього генома. Епігеном впливає на експресію генів і клітинну функцію, «вмикаючи» чи «вимикаючи» певні гени, що впливає на більшість біологічних процесів.
    - Геноміка — розділ генетики, що досліджує повний набір генів в організмі (геном), включаючи їх організацію, функції та взаємодію. Сфера включає зусилля з визначення всієї послідовності ДНК організмів і дрібномасштабне генетичне картографування. Поле також включає дослідження внутрішньогеномних явищ, таких як гетерозис, епістаз, плейотропія та інші взаємодії між локусами та алелями в геномі.
    - Протеоміка — це широкомасштабне вивчення протеому — сукупності всіх білків в клітині/тканині/організмі, зокрема їх структури та функцій.
- Оптогенетика[en] — це техніка нейромодуляції[en] та нейровізуалізації, що використовується в нейронауці, яка використовує комбінацію методів оптики та генетики для контролю та моніторингу активності окремих нейронів у живій тканині, навіть у тварин, що вільно рухаються, і для точного вимірювання ефектів цих маніпуляцій у в реальному часі.

- Популяційна динаміка — це вивчення короткострокових і довгострокових змін у розмірі та віковому складі популяцій, а також біологічних і екологічних процесів, що впливають на ці зміни. (див. також Збільшення тривалості життя)
- Сільське господарство — наука і практика вирощування рослин і тваринництва.
- Фармакогеноміка (об'єднання фармакології та геноміки) — це технологія, яка аналізує, як геном впливає на реакцію людини на ліки. Він розглядає вплив генетичної варіації на реакцію на ліки у пацієнтів шляхом кореляції між експресією генів або однонуклеотидними поліморфізмами та ефективністю або токсичністю препарату. (див. також Нутрігенетика)

- Фармакологія — це галузь медицини та біології, що займається вивченням дії ліків, де ліки можна в широкому сенсі визначити як будь-яку створену людиною, природну або ендогенну (всередині організму) молекулу, яка здійснює біохімічні та/або фізіологічний вплив на клітину, тканину, орган або організм.

## Додаткова література

### Журнали
- Nature (та інші журнали Nature Portfolio)
- Cell (та інші журнали Cell Press)
- Science (AAAS)
- Cellular and Molecular Life Sciences (Springer Nature)
- eLife (eLife Sciences Publications)
- Life Sciences (Elsevier)
- CBE Life Sciences Education (American Society for Cell Biology)
- Science China Life Sciences (Science Press, Springer Nature)
- Engineering in Life Sciences (Wiley-VCH Verlag)
- Open Life Sciences (Walter de Gruyter GmbH)
- Life Science Alliance (Rockefeller University Press)
- Life Sciences in Space Research (Elsevier)